# 黒田剛
黒田 剛（くろだ ごう、1970年5月26日 - ）は、北海道札幌市出身の元アマチュアサッカー選手、サッカー指導者。現FC町田ゼルビア監督。
1994年から28年間、青森山田高校を指揮し青森県内で無敗を誇った。
2023年にFC町田ゼルビアの監督に就任。高校サッカーの実績を評価されてプロチームの指揮を執るケースとしては布啓一郎に続く存在。

## 来歴　～サッカー選手として～
1970年5月、北海道札幌市生まれ。父から教わった野球に夢中になっていたが、小学2年時に隣の石狩町に転校。小学校には剣道と出来たてのサッカーチームしか無く、しばらく剣道を習っていたが、友人に誘われ地元のサッカー少年団の練習を覗いたことをきっかけに入団。小学4年の春に6年生チームに入るほど上達し、その後、北海道大会で3位入賞、フォワードとして優秀選手賞や得点王になった。
1986年、サッカーを強化し始めたばかりの登別大谷高等学校（2013年閉校、北海道大谷室蘭高等学校に統合）から声がかかり入学。本当はサッカーの名門、室蘭大谷高等学校（現：北海道大谷室蘭高等学校）を希望していた。高校からはポジションを後ろに下げ、ボランチやサイドバックを担当した。
高校サッカー部員時代には、理不尽な練習や、監督や先輩からひたすら殴られ蹴られる暴力的指導の被害を経験しており、何度も逃げ出したいと思ったが「なにくそ！」と反骨精神に火がつき、「辛い経験こそが今の私のベース」と述べるほど、後に恩師に対して感謝している。
1988年、兵庫県で開催された全国高等学校総合体育大会サッカー競技大会（インターハイ）に出場。この時、大学生との練習試合をきっかけに大阪体育大学から声がかかり、進学内定。
1989年、大阪体育大学では1年時からレギュラー選手としてプレーしたが、サイドバックとしての限界を感じ、「（大学卒業後もサッカーを）2～3年やってもしょうがないな」と思うようになり、ファミレスのアルバイトに没頭。この経験をきっかけに「将来はサービス業に就きたい」と考え、大学卒業後は北海道に戻り星野リゾートに就職。また在学中に保健体育の教員免許を所得したが「とりあえずとっておくか」という気持ちだったという。
1993年、北海道勇払郡占冠村のアルファリゾート・トマムにてホテルマンとして勤務したが、「高卒で先に働いている年下の人間に顎で使われるのが、自分の中では許せなかったし、理解できなかった」「（年齢で三つ下の高卒2年目の同僚に呼び捨てにされ）鼻で使われるのが、もう腹が立ってしまった」ため、わずか3ヶ月で退職。
日に日にサッカーへの想いが強まり、教員になりたいと考え、北海道恵庭北高等学校の非常勤講師 と並行して、母校の登別大谷高等学校サッカー部臨時コーチを務めた。（教員採用されるまではガソリンスタンドのアルバイトも経験）

## 来歴　～サッカー指導者として～
1994年、青森山田高等学校サッカー部のコーチに就任。（教師の面接試験は2度不採用。最初は青森大学事務職員としての採用。）
1995年、同校サッカー部の監督に就任。
部員数18名に過ぎない豪雪地帯の無名のサッカー部からスタートし、約20年かけて独力で全国を駆け回り、中高270名の大所帯（高校生4チーム体制、中学校3チーム体制、コーチ17名）にまで成長させる。
2005年、第40回高校総体で優勝。
2007年、JFA公認S級コーチライセンスを取得。
2016年春より青森山田中学校の所属（教頭→副校長）となる。
2016年12月17日、鳴海彰人、高橋壱晟、郷家友太らを擁し、高円宮杯U-18サッカーリーグ2016 プレミアリーグに優勝。
2017年1月9日、第95回全国高等学校サッカー選手権大会に優勝。
2019年1月14日、檀崎竜孔、藤原優大、三國ケネディエブスらを擁し、第97回全国高等学校サッカー選手権大会に優勝。
2021年2月、芸能事務所吉本興業への所属を発表。
2021年8月22日、松木玖生、名須川真光、宇野禅斗らを擁し、インターハイに優勝。
2021年12月5日、高円宮杯U-18プレミアリーグEASTに優勝。
2022年1月10日、第100回全国高等学校サッカー選手権大会に優勝。高校三冠達成。
2022年3月3日、寮内でビールや焼酎の空き缶が見つかり、部員約10名が無期停学処分。その後、約3週間で処分が解除された、と報道される。
2022年10月24日、J2にて15位に終わったFC町田ゼルビアの来季の新監督に就任すると発表。町田ゼルビアのオーナー、藤田晋による「他のクラブと同じことをやっていたら意味がない」「他と違う差別化戦略」という構想に合致して選出された。
『プロでは無理』という批判を受けたが、「そう思っている方がいるのは理解しています。プロで長く監督をやられてきた方にしたらプライドもあるでしょうし、プロ1年目の私に負けられないという思いもあるでしょう。ただ、町田も覚悟を持ってオファーをしてくれたわけで、やるからには絶対的な爪痕を残したい」「高校サッカー界にも将来プロの指導者を目指している人がいるなか、私が成功例となることで後輩への道を作ることができるかもしれません」と話した。
なお同サッカー部は黒田氏の退任3年を経過する2025年に至るまで青森県内で24年間無敗を誇り、県内418連勝を記録した。

### 2023年シーズン
真っ先に旧知の仲であり、「西日本のアンダー世代のトップ指導者」と認める金明輝をヘッドコーチとして指名。
開幕前に「J2優勝」の目標を掲げ、J1優勝経験のあるエリキ、ミッチェル・デュークら総勢19人に、五輪世代代表藤尾翔太を加える大型補強を受けた。 
2023年5月度、J2の月間優秀監督賞を受賞。
開幕後もさらにアデミウソンら5人の新加入選手の補強を受けた。
2023年10月22日、J2リーグ2位以内を確定させ、初年度でJ1昇格に導いた。
2023年10月28日、J2初優勝。第10節以降首位を一度も譲らず、連敗は1度も無かった。

### 2024年シーズン
代表キャップを持つ昌子源、ナ・サンホ、ドレシェヴィッチ、谷晃生ら総勢18人におよぶ大型補強を受けた。
2024年2月24日、J1リーグ第1節ガンバ大阪戦のキックオフ直後のラフプレーが物議を呼んだ。
2024年2月・3月のJ1最優秀監督賞を受賞。
前半戦を単独首位で折り返し、夏の中断期間中に日本代表経験者相馬勇紀、中山雄太、杉岡大暉に加え、白崎凌兵を加える万全の補強を受けたものの、失速し最終順位は3位。無失点試合17試合はJ1最多、年間失点数34はJ1最小と堅守のチームを作り上げた。

### 2025年シーズン
日本代表経験者西村拓真、J1実績豊富な前寛之、菊池流帆、岡村大八、中村帆高ら14人が加わる補強を受けた。
2025年3月14日、パワハラ疑惑が報道される。（後述）

## FC町田ゼルビア・黒田剛監督パワハラ疑惑（2025年）

### 1. 最初の報道（2025年3月14日）
2025年3月14日、Jリーグ開幕後の第6節直前に、黒田剛監督によるパワハラ疑惑が報じられた。

### 2. クラブの対応（2025年3月末）
2025年3月21日、町田ゼルビアは弁護士3名による特別調査委員会を設置した。

### 3. 特別調査委の調査・報告（4月6日）
2025年4月6日、町田ゼルビアが報告書を公式サイトで公表した。
- 調査対象と手法：黒田監督、コーチ、マネージャー等17名へのヒアリング

#### 認定事項と結論：
- 練習中の怒声・指導： 「俺の言うことが聞けない」「お前なんてもういらない」といった発言は確認されたが、業務指導の範囲内と判断。
- コーチの遠征・ベンチ外し：業務上の判断によるもの。意図的な排除とは認定せず。
- Cマネージャーに対する詰問及び適応障害：ミーティングでの高圧的発言や沈黙状態は認定できないとされ、適応障害との因果関係も認めず。
- インフルエンザ後の会合：隔離期間外での対応と判断。規約違反には該当しないとした。

総括として「多数の事実は認められず、一部の発言もパワハラとはならない」と結論づけた。

デイリースポーツによると、この公表を受けて藤田晋CEOはnoteに見解記事を公開し、『訴訟も行います』と疑惑を強く否定した。

### 4. Jリーグの対応
2025年4月30日、Jリーグの広報担当者が4月25日に報告書を受け取ったことを明らかにし「報告書の内容を精査してから対応する」と説明した。同日別メディアから「改善や反省が必要な点はありましたが、パワハラと認定されたものはありません」「（Jリーグとして）再調査はしていない」と見解が報じられた。

## 志向する戦術
- 意思統一を徹底的に求め、勝利から逆算した現実的なサッカーを展開する[47]。
  - 町田ゼルビアを率いてのJ1初挑戦に際して、「理想がある事は理解しますが、ミーティングでバルセロナやアーセナルを引き合いに出しても選手もピンとこない。現実を見る勇気や覚悟を持って、そこから目を背けることなく、細部にわたり精査していくことが重要だと思っています」と話っている。[48]
- サッカーにおける究極のスキルは「性格」であるとしており、中でも「嫌なこと」でも「やれる」性格の選手の有無により、勝負の明暗が分かれる[49]と定義している。

### 基本戦術
青森山田時代から一貫して「サッカー3原則」を徹底させ、「1ヶ月でチームを変える」がモットー。
1. 球際の強さ：ボールの奪い合いや捕球など、ボールとの接触や反応が必要な場面で競り合う事を徹底的に求める[34]。
  - 「シュートブロックを怖がって身体を張れず逃げてしまうプレーと、心から絶対に止めたいと正対して一歩前に出て身体にボールを当てに行く勇気あるプレーではシュートを防げる率が全く変わってきます。」[51]
2. 切り替えの速さ：攻撃はロングボールとショートカウンターで縦に速く、守備はボールを奪われたら即プレッシャーをかけるシンプルな戦術が特徴。[52]
3. ハードワーク：選手には運動量の多さを要求する。

### オプション戦術
- セットプレー：攻略の糸口として重視。町田時代はセットプレー練習に他チームの2倍のスケジュール（試合前日と前々日）を割く。[53]
- ロングスロー：敵陣深い位置でのスローインにおいて、助走で勢いをつけて相手ゴール前の密集を目がけて放り込む[54]戦術を多用する。[55][56]2024年シーズンにおいて、町田のロングスロー戦術には否定的な論調も見られたが、ルール違反ではない。（2000年代後期にストーク・シティFCで、トニー・ピューリス監督がロリー・デラップの超長距離スローインを戦術の中心に据え、注目を集めた事がある。）

## マネジメント
- 勝ち点や失点数の数値目標を明確にし、短期、中期、長期とターゲットをはっきりと提示する。[25]
- 選手のストレスになるとしても、言わなければいけないと考えたことは我慢せず言う。[25]
- 青森山田高校サッカー部の寮では厳しい規則を敷いた。「朝は校舎のホールに6時40分から7時5分に集合して点呼。少しでも遅刻すると連帯責任で同学年全員で雪かきの罰則。外出は週に2回、それぞれ1時間のみに制限。また小さなルール違反を咎めて退部させていた」[57]
- プロ選手に対しても、「ホテルの食堂へ行くときはサンダルを履いていかない」「ミーティング中にガムを噛まない」「人の目から見てだらしない態度を取らない」「人の話を聞く態度がなっていなければ強く指摘する」など、些細な生活習慣を重視する。[58]
- 青森山田高校では、恋愛、遊び、オシャレに興味を示すのは自然で健全なこととして、特に禁止していなかった。[59]
- 試合前の資料は、パワーポイント2枚を1週間かけて、自ら用意する。[25][60]

### 悲劇的感情を揺さぶる
黒田の定義する悲劇的感情とは、「優勝しないと100万円もらえない」と伝えても人は動かないが、「優勝しないと100万円払わなければならない」となれば途端に人間は必死になる、という心理テクニックである。（プロスペクト理論に近い）
黒田はこの仕組みを利用して、ミーティングにおいて、
失点の原因となった選手に対して、監督が「お前、何やってんだ！」と叱っても若者には伝わらないが、いつも自分を救ってくれると甘く考えているチームメイトから「あのサボりは許せない」「みんなの頑張りがムダになった」「お前は試合に出る資格など無い」と叱責されるよう誘導し、「皆さん本当にすみませんでした」「みんなを裏切ってしまいました」「とんでもないミスをしてしまいました」と反省させるのだ、と具体的に著書で解説している。
これを用いれば、
- パワハラとされるコミュニケーションではない[61]
- 『仲間に信頼されない』という状況が悲劇感をくすぐり（中略）今まで以上に頑張ろうとします[61]
- Z世代でも簡単に思考をコントロールでき（中略）適切な指導に繋がります[61]

と効果に自信を持って黒田は紹介しているが、人間の自律性や心理的安全性を不安や羞恥を通じて制御しようとする方法は、教育心理学の観点から倫理的課題がある。
何よりこの手法は、選手の自己決定を重視するスポーツ庁の方針（グッドプレーヤー像における“何事に対しても、自ら考え、工夫し、行動できる”力）とは異なる。特に、集団からの排除を恐れる感情に依存した動機づけは、長期的に自己肯定感や内発的動機づけ（英語）を損なうおそれがある。こうした構造は、かつて共産主義体制下で行われた総括（生活総和、自己批判）や、日本において過去に全生研が推し進めた学級集団づくり実践とも通じる面があり、安易に他者がまねるのは危険である。

### 改善ミーティング
- 試合に向けての準備として、1.5日を費やして担当スタッフ2人とともに直前の試合映像から反省すべき7、8シーンをピックアップした反省ビデオを作成する。[25]
- これを次の試合に向けてのスタートとなる日（水曜日が基本）の朝9時から20分程度ミーティングで話す。[25] 「週最初のミーティングでは前の試合の映像を見ながら反省をとことんやります。」「それ（映像）を見せてレクチャーします」

## 思想・信条
以下、著書を根拠にして、黒田の独特な教育理論を紹介する。

### リスクマネジメント
- 「勝負による多くの失敗や挫折を経験した者のみが体得できる危機管理能力であり、あらゆる本質を見抜く力」[64]

と定義しており、一般的な定義（危険対象を除去する管理能力）と全く異なる、独自の考え。
黒田の定義するリスクマネジメントは、
- 「夢や目標に向かって死に物狂いで頑張ってきた者だけが『価値ある挫折』や『意義のある敗北』を経験できる」
- 「挫折や敗北によって得た悔しさや屈辱が、（中略）大きな心や（中略）清らかな眼差しにつながる」
- 「（水分補給が許されないのだとしたら）限界まで自分を追い込み、そして知恵を働かせて、水を飲む術さえも作り出せ（中略）ルールで水を飲ませていたらどこが限界かも分からない」[65]

としており、苦しみや屈辱を与える・与えられることが人間の成長に必要であるという、独特の信念がうかがえる。
また黒田の定義するリスクマネジメントは、
- 「勝利や成功体験の余韻から抜けきれない者や、ちやほやされた甘い経験を繰り返してきた者には備わらない」[64]
- 「ビジネススクールや様々な講習会、勉強会で簡単に得られない」[64]

能力だとしており、人間は心の余裕を持つべきではなく、現場経験でしか本当の能力は備わらないという信念の持ち主である。

### リーダー像
リーダーの任務は改革の実行と認識しており、対話や合意を軽視し、エゴイスティックなリーダーを理想とする。
- 発展性のない保守的な組織にはメスを入れ、嫌われることを厭うてはならない。[66]
- 改革を推進するにあたり、誰にも恨まれることなく、多くの人に好まれる行動を取り、誰もが望む居心地の良い組織を推奨するのは改革ではなく「仲良しピクニック」の班長レベル[66]
- 悪いベテランはチームにとってマイナスにしかならない（中略）40代や50代で役職にもつけず、ただ自分たちが長く居続けている事に根拠のないプライドを持ち（中略）会社の発展の妨げになるいわゆる「給料泥棒」（中略）このようなベテランは会社に必要ありません[67]

バブル景気を経験した世代に辛辣である。（なお黒田がバブル景気を直接経験したのは16歳～21歳時の学生時代である。）
- バブル最盛期を経験するなど、一度安泰を味わった者や、何かの圧力により発展思考を閉ざされた者、また組織の流れに身を任せ馬齢だけを重ねてきた者は、その場に留まるしかできないことが多い。[66]

### 日本社会への不満
2017年の著書における黒田の日本人論は戸塚宏の思想（脳幹論）に近く、選手の親への強い苛立ちがうかがえる。
- 子供たちの闘争心が足りない理由は、近年の教育の流れとして「褒めて伸ばす」が浸透したのが原因[68]
- どんなことでもむやみに褒められることに慣れてしまった子供たちは、褒められる本当の価値や喜びを得られないまま、青年期を迎えてしまった[68]
- 100%の力でやり切らなくても安易に褒めてしまうという無責任な教育方針を推奨してきた日本のやり方にも問題がある[68]
- 選手を安易に自信過剰にさせることは無責任な指導だ。人間は満足した瞬間に成長が止まる[68]

- 平和主義と言われる日本では、判断を必要としない「危機感のない平和」が習慣化している[69]
- 生きるためのパワーを養うことを求められなくなってきているのだ。[69]
- ルールや常識、モラルに反する判断や行為はダメな人間と評価され、自らの命を守るために必要な知恵や意思、欲は、社会が決めた不合理なルールや規則にコントロールされている。[69]
- おかげで、表情や感情を持たない子供が増え、自分の意志や意見を積極的に示すことのできない控えめな子供が目に付く[69]
- 日本代表が国際大会において肝心なところで勝てないのは、ここに最大の原因がある[69]
- つまり日本人は24時間365日の生活の中で、自然と培われていく生きる能力が低すぎるということだ[69]
- 彼らのおとなしい性格は持って生まれたものなのか。育った環境や教育に原因があるのか。覇気がなく、魂の抜けた姿は、誰かが自分を導き助けてくれるのを待っているようにも見える。[70]

```
なお脳幹論には
岡田武史
も同調したこともある
[
71
]
が、
日本児童青年精神医学会
は「非科学的であるにとどまらず重大な人権侵害であり（中略）無批判にとりあげることに対して警鐘を鳴らさざるを得ない」として意見表明している。
[
72
]
```

### 退部者への態度
途中でチームを辞める（退部する）人間は「自分勝手な選手」だとしており、「近年増えている」と著書に明記している。
- 「自分一人の努力で積み上げたピラミッドではないのに、勝手にブロックを引き抜き、完成間近のチームを不安定にさせるのはいかがなものか」[73]
- 「そういう人間は苦労を共にした仲間の気持ちなど深く考えていない」[73]
- 「肝心な時に突然辞めてしまう。誰から見ても無責任な思考や行動」[73]
- 「チームスポーツをやることの本当の喜びと責任を理解しなければ、自分の人生に咲く花などはない」[73]
- 「仲間を蔑ろにする者の中に、優れた選手は過去にも現在にも存在しない」[73]
- 「指導者は選手が辞めると言い出す前に、この事を教えておくといい」[73]

など、キャリアを通じて未成年アスリートを主対象としてきたスポーツ指導者としては珍しく、不寛容かつ攻撃的な言葉を並べている。

## 舌禍
本人の思想・信条に従い、批判を厭わない発言を好む。感情的な強い断定口調、相手を断罪する発言がたびたび注目されている。

### 足元チャカチャカ
2024年1月14日、キャンプ初日。報道取材にて。
- 「足元でチャカチャカやって、何本パスをつないで点を取るというサッカーが果たしてサッカーなのか。日本の甘さはそこにある」

### 指導教育ができていない
2024年6月12日、天皇杯2回戦において、筑波大学蹴球部に敗れた試合後のコメント
- 「批判覚悟で言わせてもらうと、勝った負けた以前に、怪我人を出すことがサッカーにおいて選手生命に影響を与えるかをきちっと指導してほしい」
- 「非常にマナーが悪い一面が見られた」
- 「言葉1つ1つがもうタメ口であったり、乱暴な言葉であったり、大人に向かってもやはり配慮が欠けるような言葉もあっただろうし、それに対してやっぱり指導、教育もできてないような場面も見られた」

```
これを受けて筑波大学の
小井土正亮
監督は「黒田監督がおっしゃったラフプレーで3人も4人もということはないと私は判断します」「我々としては正々堂々と戦ったし、決してダーティーなプレーを容認したり勧めたものではない」と反論したが、黒田の言葉に影響された不特定ファンが筑波大の選手にSNSで誹謗中傷する事態に発展。前代未聞の形で後味の悪い波紋が広がった。
[
80
]
[
81
]
```

### われわれが正義
2024年6月15日、J1リーグ・横浜Fマリノスに勝利後のコメント（筑波大へのコメントでバッシングを受けた直後）
- 「FC町田ゼルビアは決して悪ではないですし、われわれが正義であり、言いたいことは言う、良くないことは良くないと訴えることで自分たちのやるべきことを貫いていくこと。そういったことが日本サッカーに必要なパワーだと思います。」

### 反スポーツ的行為に値する
2024年9月28日、J1リーグ・サンフレッチェ広島に敗北後のコメント（ロングスローを投じる前にボール表面を拭くために置いていたタオルを広島側が撤去。さらに別のタオルに水をかけられたとして）
- 「反スポーツ的行為に値すると思っています。対戦相手が用意したものを隠すとか、または袋のチャックを開けてなかに水をぶち込むのは、ちょっとやってはいけない行為だと思いましたし、周囲もそれを黙認していたので。ロングスローに対してであればロングスローへの守備で阻止するとか、正々堂々とやってほしいと思う」
- 「この試合だけでなく、いままで（ロングスローを）嫌だと思ったチーム、ストレスに感じていたチームはみんなやってくるので、ルールにないとはいえ、やはりJFAの方で対処してほしい。相手チームが用意したものに害を加える行為を許してしまえば、たとえば水のなかに何を入れてもいいとか、相手のボトルを蹴飛ばしてもいいとか、そういったものまですべてOKになる。相手のリザーブのキーパーだったと思いますけど、止める人がいなかった点を含めて、そのへんはしっかりと管理してほしい」

```
これを受けて、審判団を統括する佐藤隆治(日本サッカー協会審判委員会Jリーグ担当統括マネジャー)のコメント。
「リーグとしてタオルを置くことは禁止していない。
間隔や枚数に何かを言うわけではないが、
そのあたりは基本的に
すべてでレフェリーが間に入って何かをするという形にはならない。
」「対戦チームがあってこそのサッカーなので、そこは両チームに配慮してほしいし、ゲームをよりスムーズに進めていくという意味ではJリーグ側と詰めていく話なのかなと。」「置く場所などを含めてリーグと話をしながら、みんながそうだよねと言える着地点を見つけながらやっていければと思っています。」
[
84
]
```

## 評価
- 太田宏介「（2023年）9月になかなか勝てない試合が続いたとき、（2位以下との）勝ち点差にまだ余裕があったのにもかかわらず『次の試合を落としたらもうJ1昇格はないぞ』とか強いネガティブワードを僕たちに投げ掛けてきた。みんな自信を失くしてしまわないかなとちょっと心配したけど、結局勝って結果を出すわけだから凄い。選手たちを奮い立たせる言葉を持っているのが黒田監督だなってあらためて感じた」[34]
- 昌子源「黒田監督をはじめコーチの金明輝さん含めてテクニカルスタッフ全員が練習から勝負にこだわっているし、選手にこだわらせている。このクラブに携わっているすべての人がそうだなっていう印象。勝ちを求めてチームを率いて結果を出してきた監督ですし、負けることへのアレルギーが強烈だ」
- 内田篤人 （町田のロングスロー戦術に対して）「守る側は蹴ってヘディングするのと、手で投げられてヘディングするのは（違い）、落下地点を読むのがすごく難しい」「真似してやろうとしてもできない。別にファウルでも何でもないし。サッカーのひとつですから」[86]
- 中村憲剛（町田のロングスロー戦術に対して）「囲むように（人を配置）して、セカンドボールを（拾える態勢を）作っている。間違いなく意図的だと思う。中に高いオ・セフンや藤尾（翔太）がいるから、（相手は）どうしても人を集めなきゃいけない。よくできてる」[86]
- マリウス・ホイブラーテン（2024年に町田と初対戦時）「初めて対戦して感じたのは、町田の選手は全員がチームのために最後まで走り抜き、戦い抜くこと。それは実に見事だった」[87]。
- 原靖「風通しが良くて、オープンマインド。押さえつけるとか話しづらいとかが全くない。黒田監督やコーチ陣がうまく雰囲気作りをしてくれているから新しく来た選手も馴染みやすい。それとクラブ自体がそういう文化でやっている」[88]
- 藤田晋「早く日本代表監督候補に黒田監督の名前が挙がる日を待ち望んでいます（笑）」[89]

## 所属クラブ
- 1986年 - 1988年 登別大谷高等学校[3]
- 1989年 - 1992年 大阪体育大学[5]

## 指導歴
- 1993年 登別大谷高等学校 臨時コーチ[8]
- 1994年 - 2022年 青森山田高等学校
  - 1994年 コーチ[1]
  - 1995年 - 2022年 監督[1]
- 2023年 - FC町田ゼルビア 監督

## 監督成績
| 年度 | 所属 | クラブ | リーグ戦 | リーグ戦 | リーグ戦 | リーグ戦 | リーグ戦 | リーグ戦 | カップ戦       | カップ戦       |
| 年度 | 所属 | クラブ | 順位     | 勝点     | 試合     | 勝       | 分       | 敗       | ルヴァンカップ | 天皇杯         |
| ---- | ---- | ------ | -------- | -------- | -------- | -------- | -------- | -------- | -------------- | -------------- |
| 2023 | J2   | 町田   | 優勝     | 87       | 42       | 26       | 9        | 7        | -              | ラウンド16敗退 |
| 2024 | J1   | 町田   | 3位      | 66       | 38       | 19       | 9        | 10       | ベスト8        | 2回戦敗退      |
| 2025 | J1   | 町田   | 位       |          | 38       |          |          |          |                |                |

## タイトル

### 選手時代
大阪体育大学
- 関西学生サッカーリーグ1部：1回（1989年）

### 監督時代
青森山田高等学校
- 全国高等学校総合体育大会サッカー競技大会 : 2回（2005年、2021年）
- 高円宮杯 JFA U-18サッカープレミアリーグ : 2回（2016年、2019年、2021年[90]）
- 全国高等学校サッカー選手権大会 : 3回（2016年、2018年、2021年）

FC町田ゼルビア
- J2リーグ：1回（2023年）

### 個人
- J1リーグ月間優秀監督賞：1回（2024年2・3月）
- J2リーグ月間優秀監督賞：2回（2023年2・3月, 2023年5月）
- J2リーグ優勝監督賞 : 1回（2023年）

### その他表彰
- 2010年 青森県特別優秀指導者賞
- 2014年 文部科学大臣優秀教職員表彰
- 2016年 青森県スポーツ指導者特別栄誉賞
- 2017年 青森市スポーツ指導者賞